# Раевский, Николай Дмитриевич
Раевский Николай Дмитриевич (24 ноября 1839 — неизвестно, после 1912) — русский инженер-строитель, архитектор. Городской архитектор в Ярославле. Автор проектов зданий в Уральске, Ярославле, входящих ныне в списки памятников истории и архитектуры.

## Биография
Николай Дмитриевич Раевский окончил курс Санкт-Петербургского строительного училища Управления путей сообщения в 1860 году с отличием, его имя записано на мраморной доске выдающихся выпускников учебного заведения. Получив гражданский чин коллежского секретаря, устроился на работу в Московскую губернскую строительную и дорожную комиссию. Работал над проектами станционных строений на различных железных дорогах империи, выступал в качестве подрядчика или представителя подрядчика при строительстве. С 1867 года — один из членов-учредителей Московского архитектурного общества, с 1872 — член Петербургского общества архитекторов.
В 1900-е Раевский работал в должности ярославского городского инженера. В 1903 году был приглашён в качестве архитектора для строительства здания отделения Русского Торгово-Промышленного коммерческого банка в Уральске. С января 1910 стал Ярославским городским архитектором. Автор проектов зданий гимназии П. Д. Антиповой, пожарного депо в Тверицах, здания Ярославского коммерческого училища имени Ярослава Мудрого. Участвовал в проекте переустройства северного корпуса Гостиного двора и других строительных проектах в Ярославле.

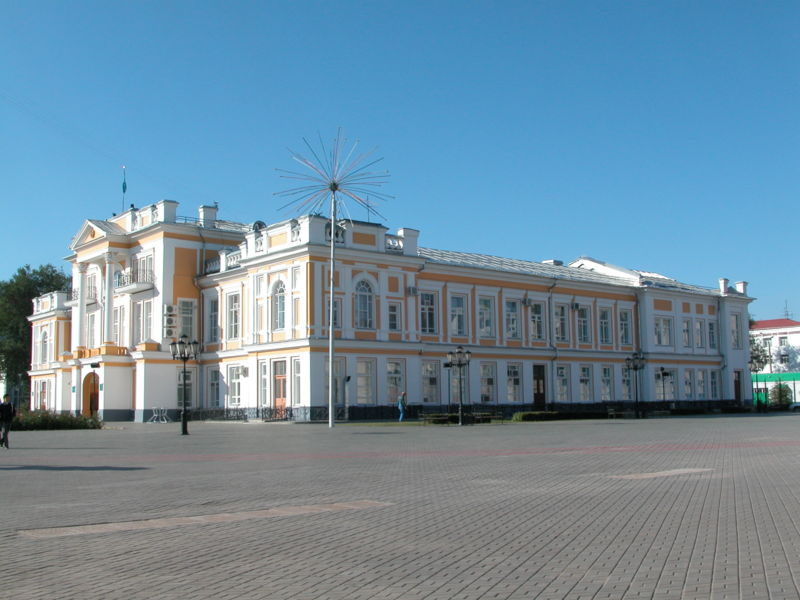
Здание отделения Русского Торгово-Промышленного коммерческого банка в Уральске
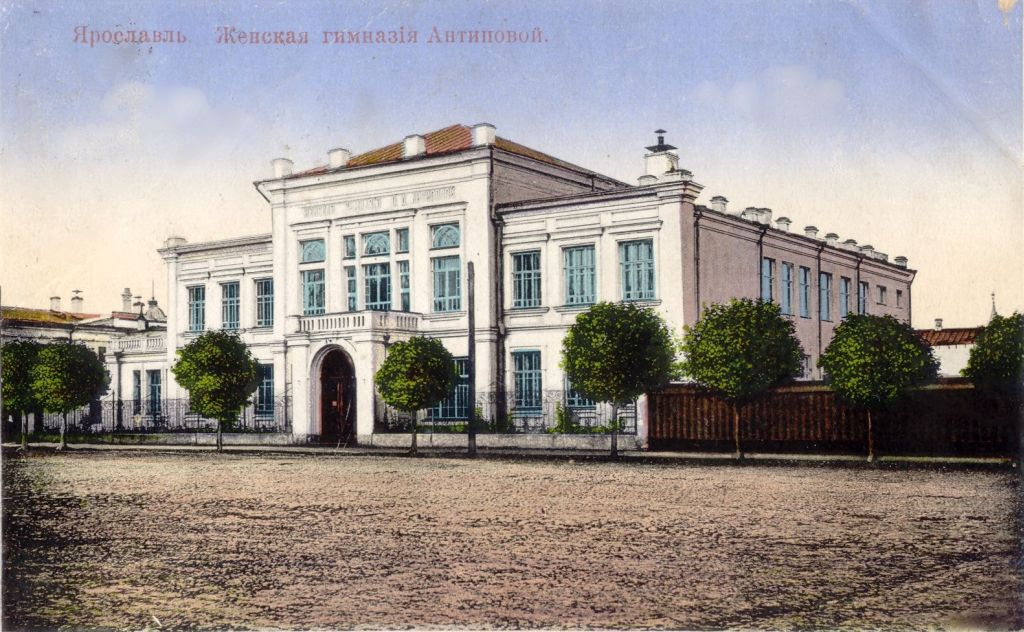
Здание гимназии П. Д. Антиповой в Ярославле
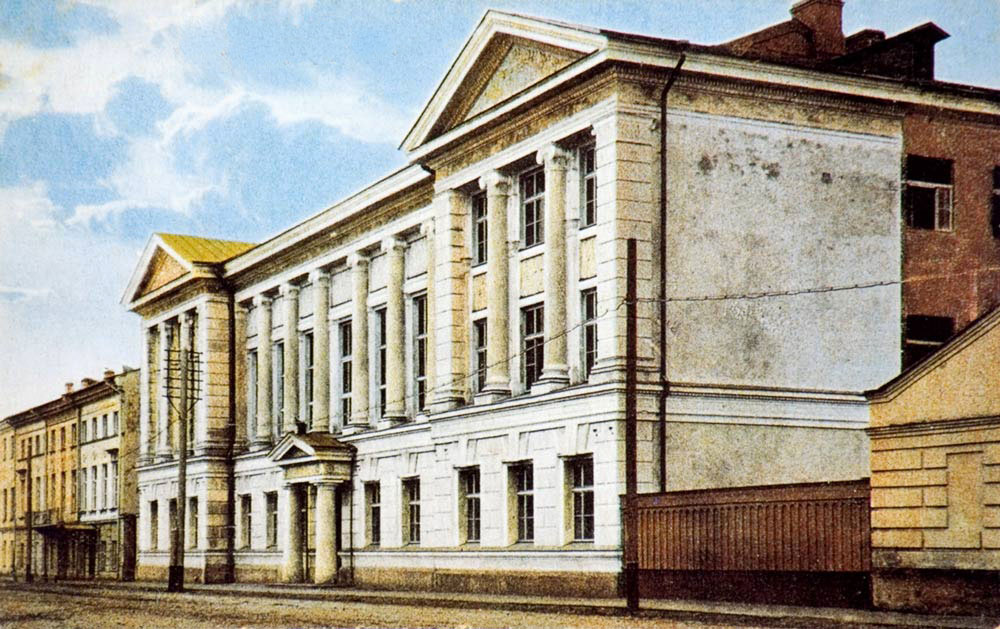
Коммерческое училище им. Ярослава Мудрого в Ярославле
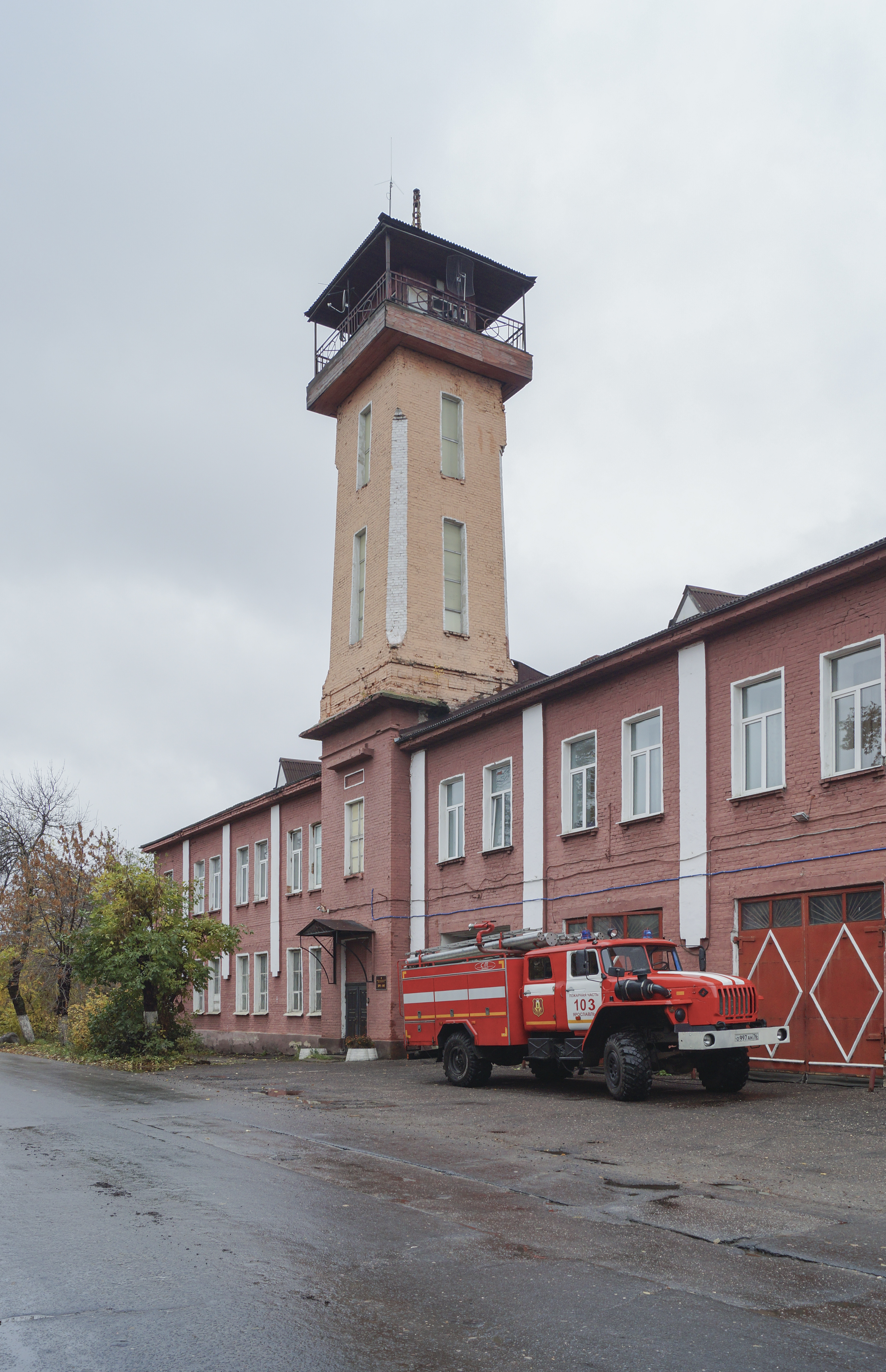
Пожарное депо в Тверицах